# 裾野駅

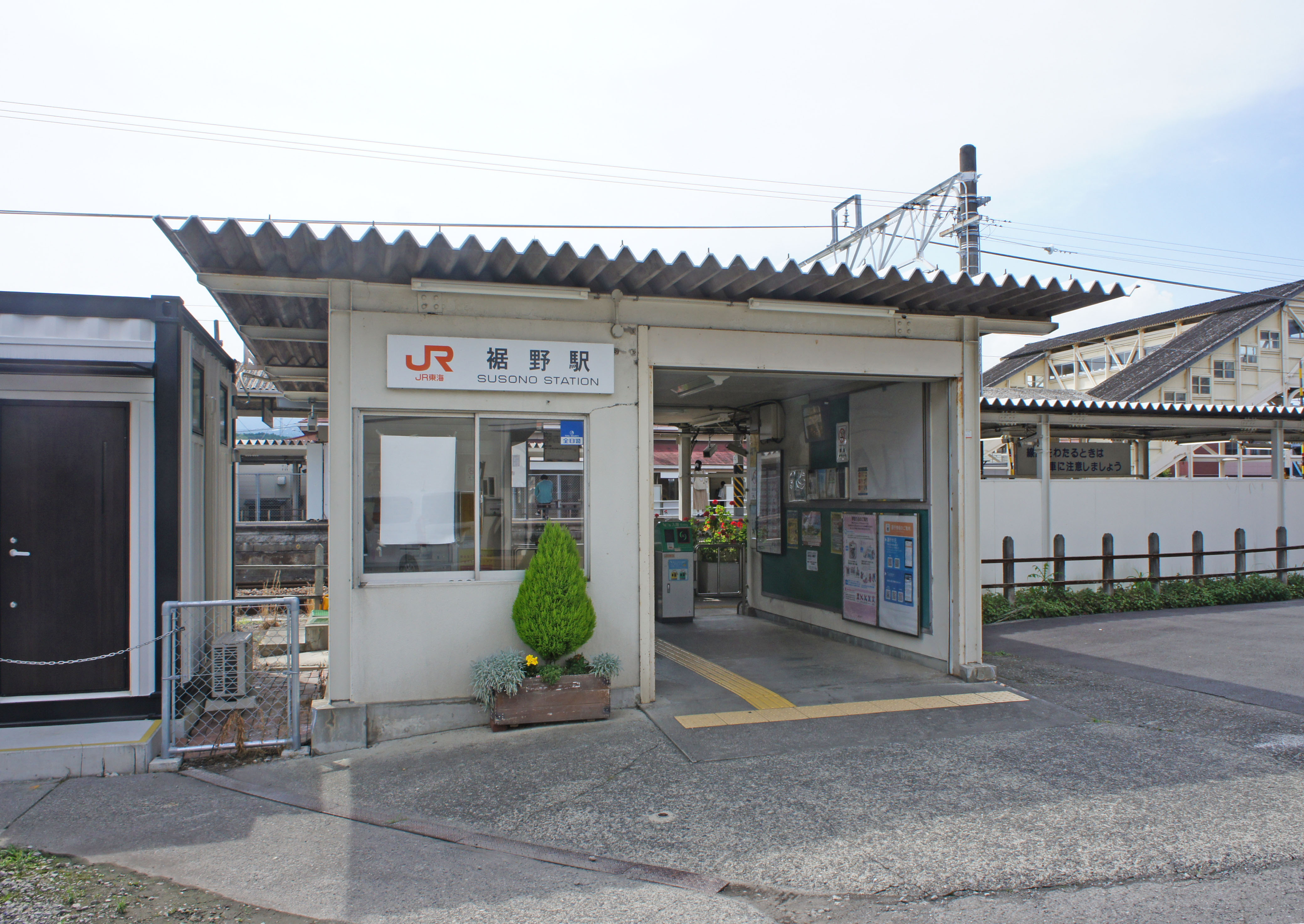
東口（2022年6月）

裾野駅（すそのえき）は、静岡県裾野市平松にある、東海旅客鉄道（JR東海）御殿場線の駅である。駅番号はCB14。

## 概要
裾野市の中心市街地に位置する市の代表駅である。国府津駅から御殿場駅を経由し沼津駅へと向かう御殿場線の中間駅であり、かつては普通列車に加え新宿駅と沼津駅を結ぶ特急「あさぎり」が停車していた。
駅の開業は1889年（明治22年）で、開業当時の駅名は地名に由来する佐野駅（さのえき）であった。
当初の設置予定地は裾野赤十字病院付近であった。しかし、地元の猛反対に遭い佐野原神社の場所に建設を検討するが、明治天皇の意見により現在の場所になった。
1915年（大正4年）に、栃木県などにある佐野駅と紛らわしい、という理由で現在の裾野駅に改称した。改称時に「裾野」を名乗る市町村はなく、富士山の裾野にあるから、あるいは箱根山・愛鷹山の山間にあるから「裾野」と名付けられたと言われる。周囲の町が裾野町（裾野市の前身）となったのは駅名改称の後の1952年（昭和27年）のことであり、町名の「裾野」は駅名に由来していると言われる。

## 歴史
- 1889年（明治22年）2月1日：官設鉄道の佐野駅（さのえき）として、国府津 - 静岡間の開通時に開業[1]。旅客・貨物営業を開始[1]。
- 1907年（明治40年）9月：駅本屋改築[5]
- 1909年（明治42年）10月12日：線路名称制定、当駅を通る路線を東海道本線と命名[6]。
- 1915年（大正4年）
  - 7月15日：裾野駅に改称[1]。
  - 8月：跨線橋新設[5]
- 1934年（昭和9年）12月1日：熱海 - 沼津間開通に伴い、東海道本線国府津 - 裾野 - 沼津間は御殿場線に改称[7]。
- 1968年（昭和43年）7月1日：御殿場線御殿場 - 沼津間電化に伴い、構内を電化。
- 1974年（昭和49年）5月10日：貨物の取扱いを廃止[1]。
- 1984年（昭和59年）2月1日：荷物の取扱いを廃止[1]。
- 1987年（昭和62年）4月1日：国鉄分割民営化に伴い、東海旅客鉄道（JR東海）の駅となる[1]。
- 2010年（平成22年）3月13日：ICカード「TOICA」の利用が可能となる[8]。
- 2012年（平成24年）3月17日：特急「あさぎり」の当駅乗り入れを廃止。
- 2013年（平成25年）頃：駅所在地の住所表記が変更され、平松無番地から平松字滝ノ窪378-11となる[9][10]。
- 2017年（平成29年）2月25日：エレベーターの供用を開始[11]。

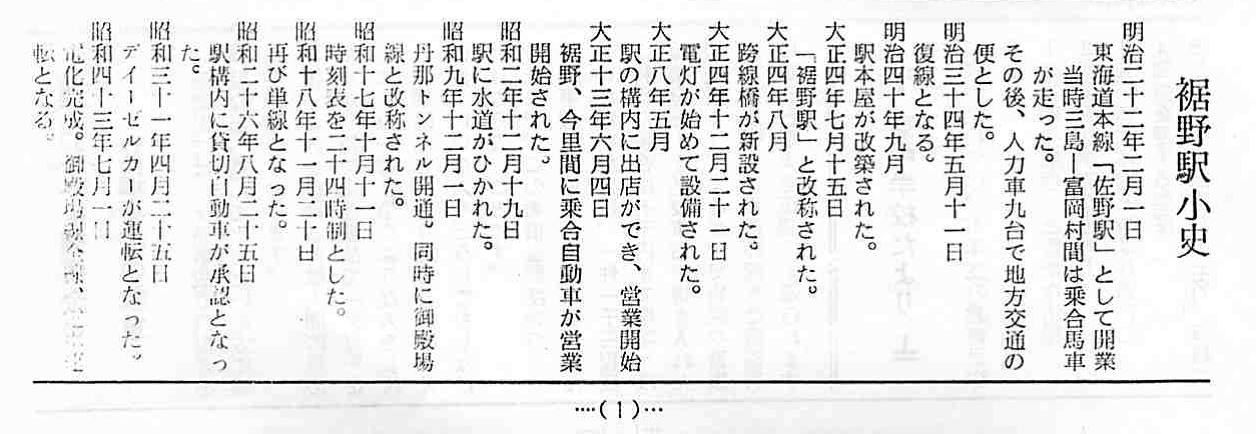

## 駅構造

### ホーム・駅構内
島式ホーム1面2線を有する地上駅。1番線には折り返し列車用の信号機が設置されており、当駅で折り返す下り列車の設定が可能である。島式ホームは一部に古レールを使用したホーム上屋が設けられている。
ホームのある線路の他、保線車両の留置に使用されるホームのない側線が下り線の外側に1本ある。
| 番線 | 路線        | 方向 | 行先               |
| ---- | ----------- | ---- | ------------------ |
| 1    | CB 御殿場線 | 上り | 御殿場・国府津方面 |
| 2    | CB 御殿場線 | 下り | 沼津方面           |

（出典：JR東海:駅構内図）

### 駅舎・設備
駅舎および改札口は、構内西側と東側の2か所にある。構内西側にある駅舎が駅本屋で、ホームから1番線を跨ぐ跨線橋を渡った先に設置されている。駅本屋内にはJR全線きっぷうりばや自動券売機、がある。構内東側、ホームから構内踏切で2番線を渡った先にある駅舎にも駅員が配置されており、内部には自動券売機が設置されている。2017年（平成29年）2月25日からエレベーターが設置され、西側改札口からエレベーターで通行が可能となった。跨線橋には1956年に東鉄工業が施工した事を示す銘板がある。
駅舎南側に照明用ランプ燃料等を収納していたランプ小屋（危険物庫）が現存している。現存する多くのランプ小屋はレンガ作りであるが、当駅のランプ小屋は伊豆石（凝灰岩）製である。
当駅はJR東海の駅長・駅員配置駅（直営駅）である。また管理駅として、裾野市・長泉町・沼津市にある御殿場線の4駅（岩波駅・長泉なめり駅・下土狩駅・大岡駅）を管理している。

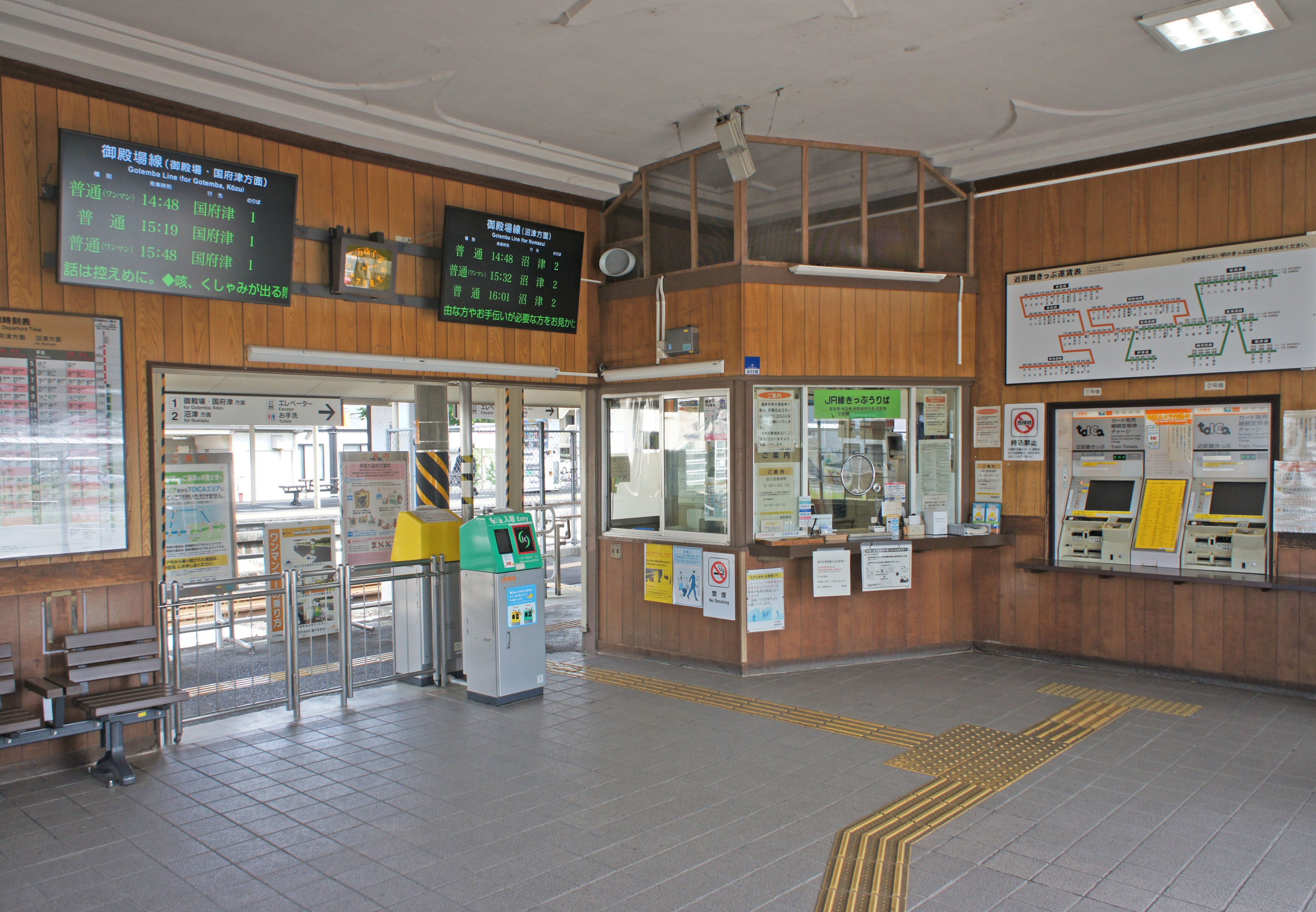
西口改札（2022年6月）
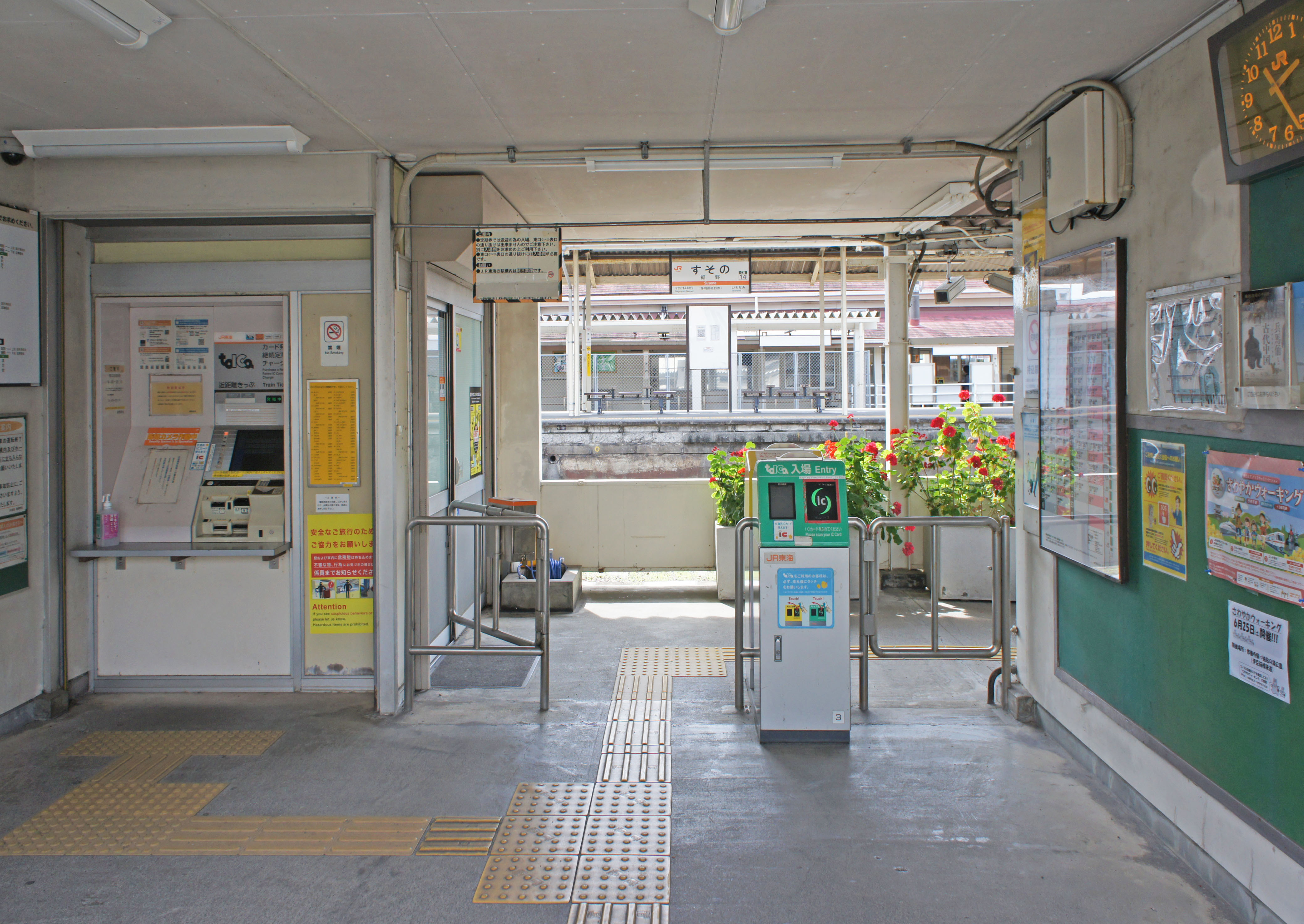
東口改札（2022年6月）
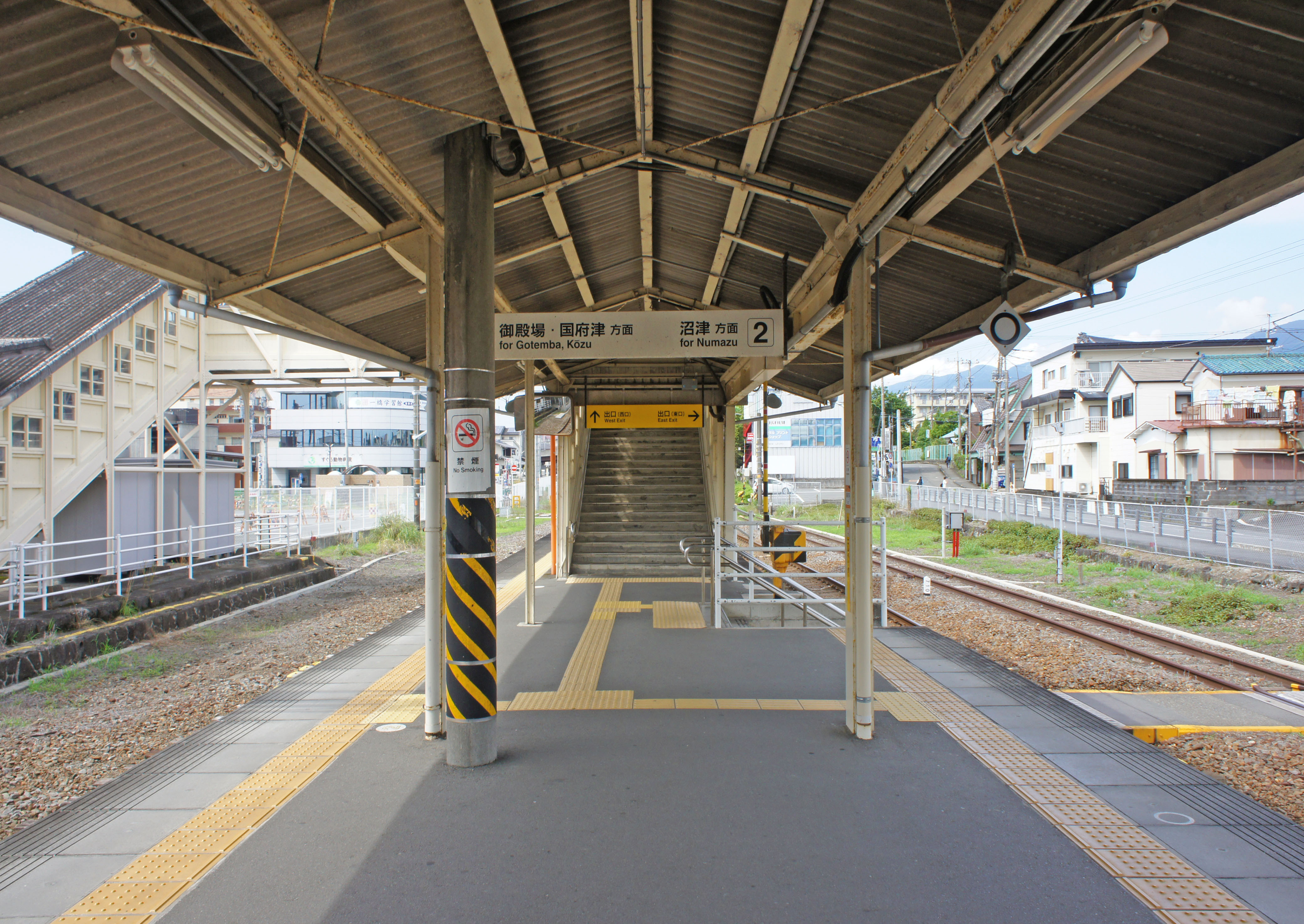
ホーム（2022年6月）
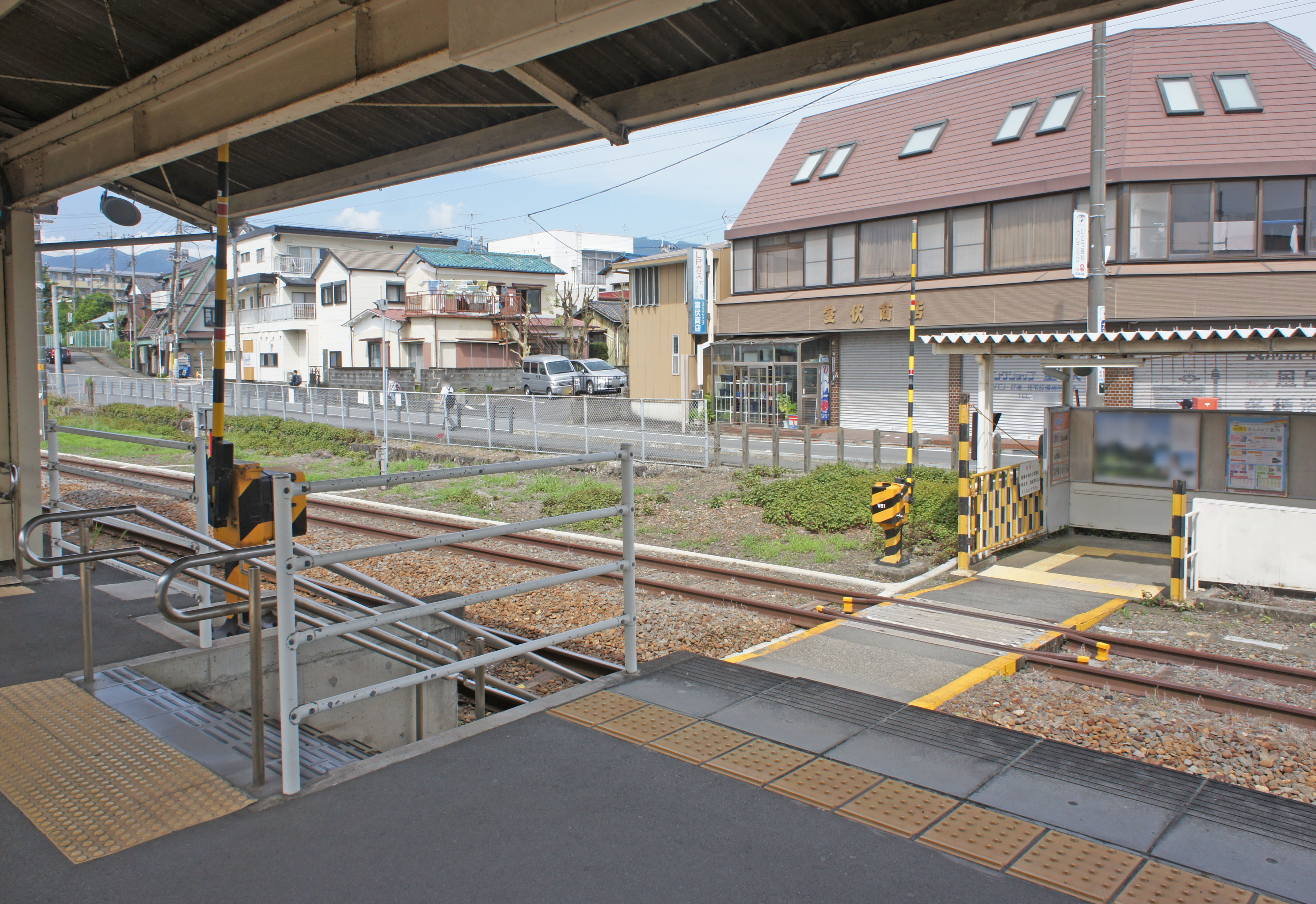
構内踏切（2022年6月）
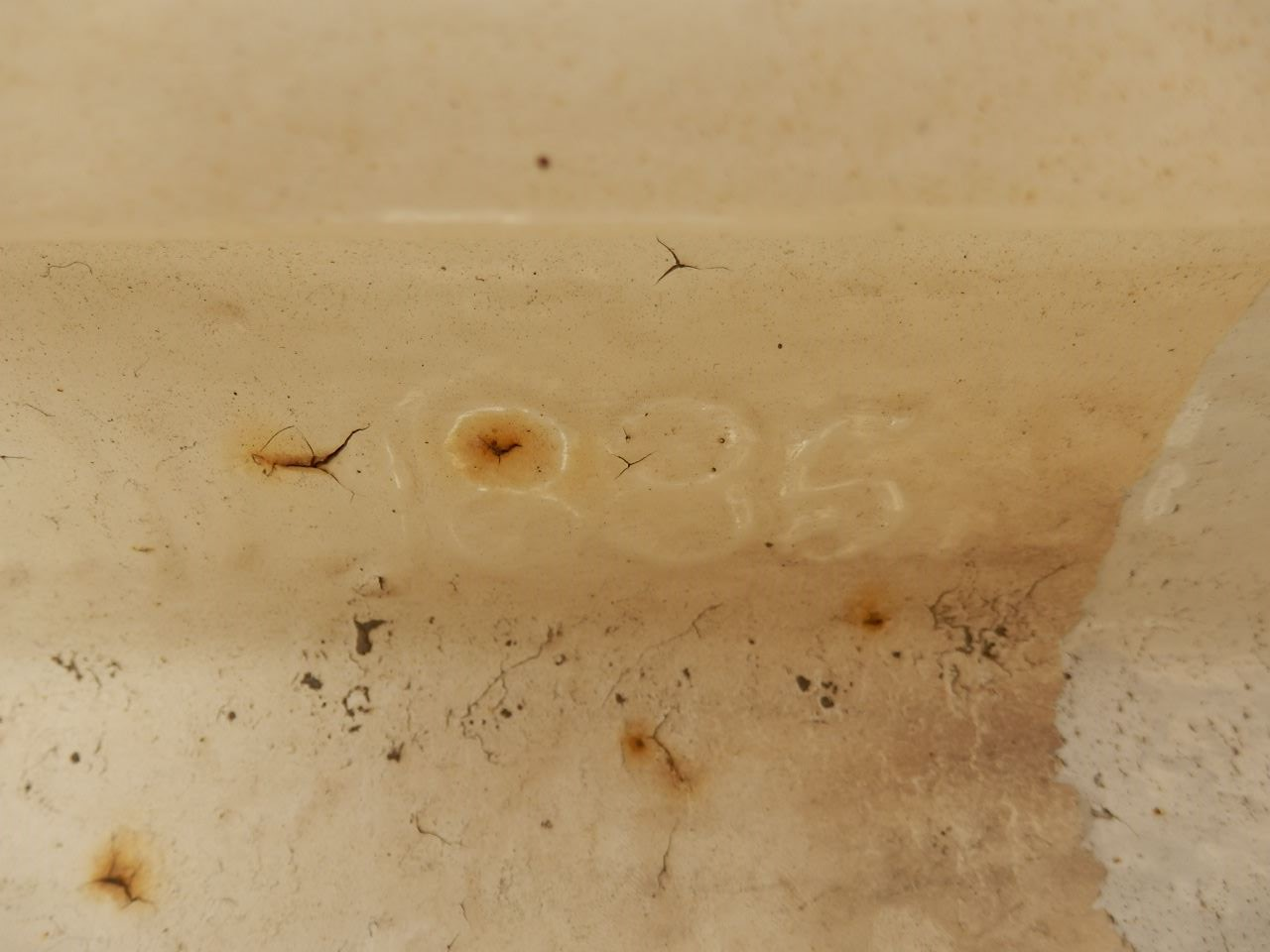
裾野駅ホーム駅構内にあるランプ小屋の材質。キャンメル1885古レール

## 利用状況
「静岡県統計年鑑」によると、2021年度（令和3年度）の1日平均乗車人員は1,991人である。
1993年度（平成5年度）以降の推移は以下のとおりである。
| 乗車人員推移       | 乗車人員推移     | 乗車人員推移  |
| 年度               | 1日平均 乗車人員 | 出典          |
| ------------------ | ---------------- | ------------- |
| 1993年（平成05年） | 3,640            | [ 静岡県 2 ]  |
| 1994年（平成06年） | 3,519            | [ 静岡県 3 ]  |
| 1995年（平成07年） | 3,348            | [ 静岡県 4 ]  |
| 1996年（平成08年） | 3,346            | [ 静岡県 5 ]  |
| 1997年（平成09年） | 3,205            | [ 静岡県 6 ]  |
| 1998年（平成10年） | 3,155            | [ 静岡県 7 ]  |
| 1999年（平成11年） | 3,095            | [ 静岡県 8 ]  |
| 2000年（平成12年） | 2,995            | [ 静岡県 9 ]  |
| 2001年（平成13年） | 2,880            | [ 静岡県 10 ] |
| 2002年（平成14年） | 2,778            | [ 静岡県 11 ] |
| 2003年（平成15年） | 2,719            | [ 静岡県 12 ] |
| 2004年（平成16年） | 2,729            | [ 静岡県 13 ] |
| 2005年（平成17年） | 2,749            | [ 静岡県 14 ] |
| 2006年（平成18年） | 2,785            | [ 静岡県 15 ] |
| 2007年（平成19年） | 2,837            | [ 静岡県 16 ] |
| 2008年（平成20年） | 2,818            | [ 静岡県 17 ] |
| 2009年（平成21年） | 2,622            | [ 静岡県 18 ] |
| 2010年（平成22年） | 2,676            | [ 静岡県 19 ] |
| 2011年（平成23年） | 2,633            | [ 静岡県 20 ] |
| 2012年（平成24年） | 2,627            | [ 静岡県 21 ] |
| 2013年（平成25年） | 2,665            | [ 静岡県 22 ] |
| 2014年（平成26年） | 2,583            | [ 静岡県 23 ] |
| 2015年（平成27年） | 2,609            | [ 静岡県 24 ] |
| 2016年（平成28年） | 2,606            | [ 静岡県 25 ] |
| 2017年（平成29年） | 2,566            | [ 静岡県 26 ] |
| 2018年（平成30年） | 2,561            | [ 静岡県 27 ] |
| 2019年（令和元年） | 2,508            | [ 静岡県 28 ] |
| 2020年（令和02年） | 1,975            | [ 静岡県 29 ] |
| 2021年（令和03年） | 1,991            | [ 静岡県 1 ]  |

## 駅周辺
駅周辺は裾野市の中心市街地である。駅西側地域は裾野市の顔であり、裾野市役所やベルシティ裾野もこの地域にある。駅西側の駅前からは、静岡県道345号裾野停車場線が西へ向かって伸びている。
裾野市による駅西土地区画整理事業の事業認可が2003年（平成15年）2月に下り、駅周辺の整備が開始されることになった。駅周辺の拠点性の強化のため、駅前広場の整備、駅自由通路の建設、駐車場・駐輪場の建設などが計画された。2021年（令和3年）3月10日より、整備された駅前広場の使用が開始されている。
- 裾野市役所
- 静岡県立裾野高等学校
- 不二聖心女子学院中学校・高等学校
- 裾野市立東小学校
- 裾野市立鈴木図書館
- 裾野赤十字病院
- 佐野原神社
- 天理教佐野原大教会
- 小柄沢緑地
- ベルシティ裾野（食品スーパー・衣料品・日用品雑貨・ファストフード店などの集合店舗）

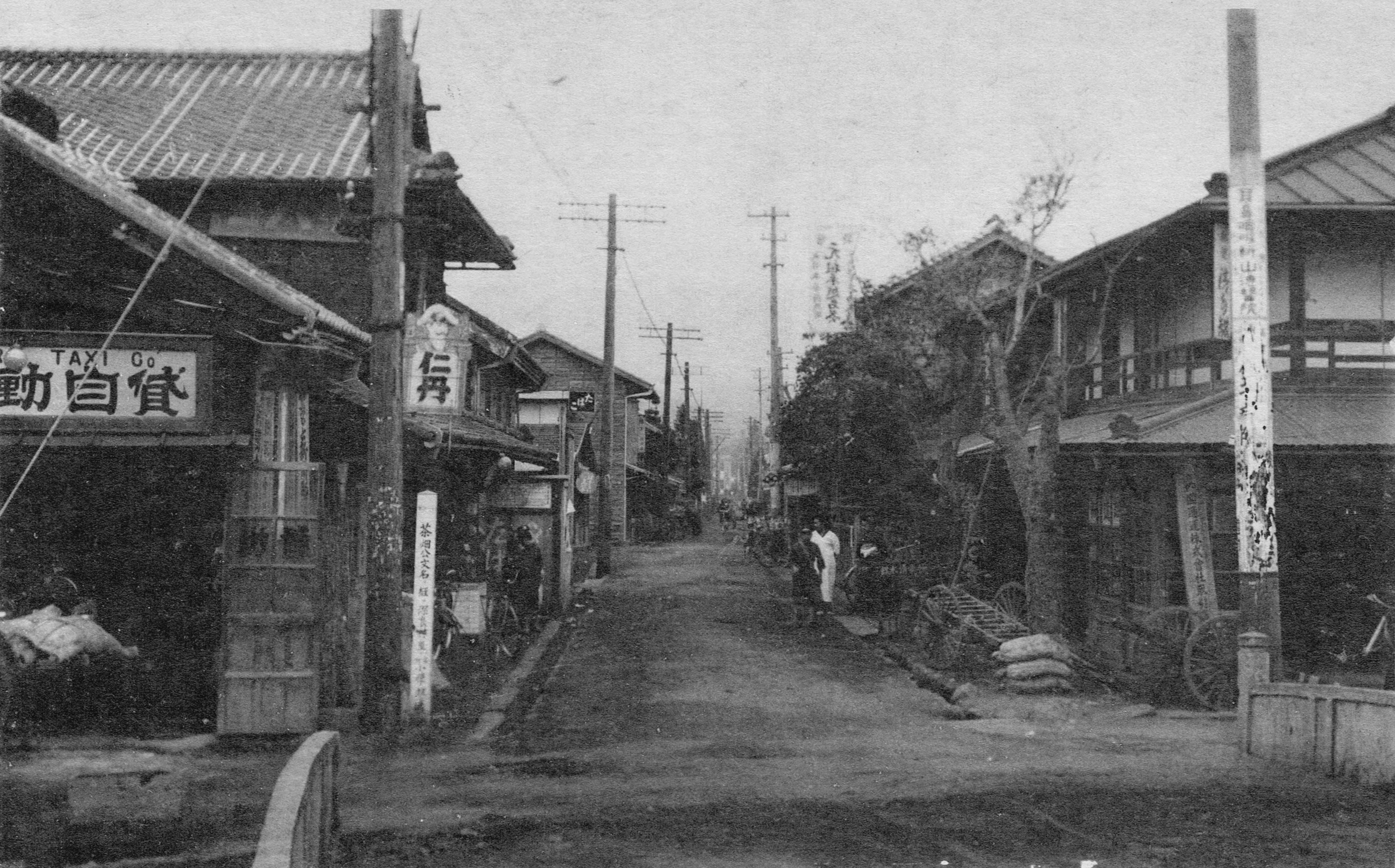
1925年に西側の駅前通りを撮影したもの
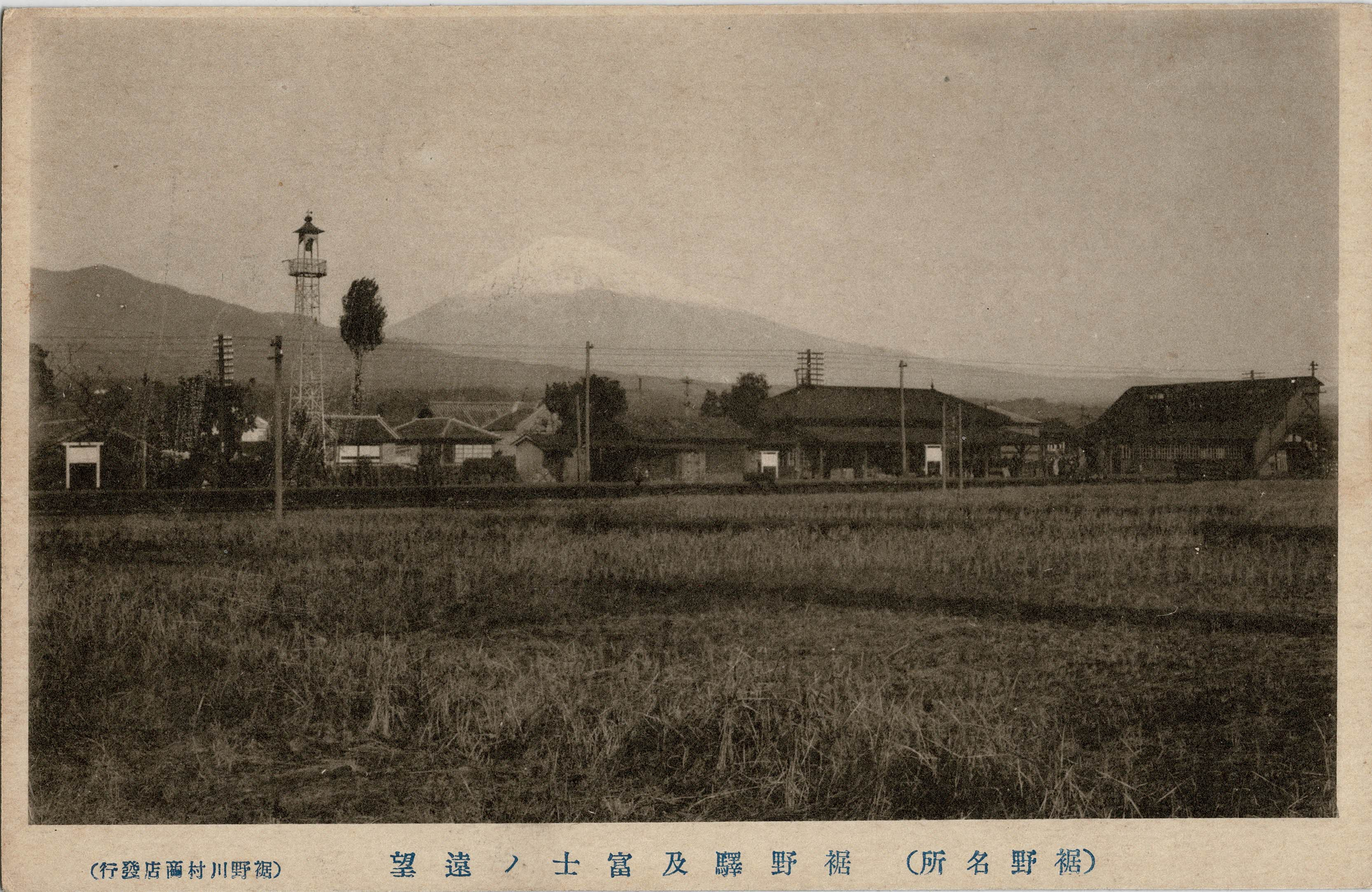
1920年に撮影された裾野名所_裾野駅及富士の遠望
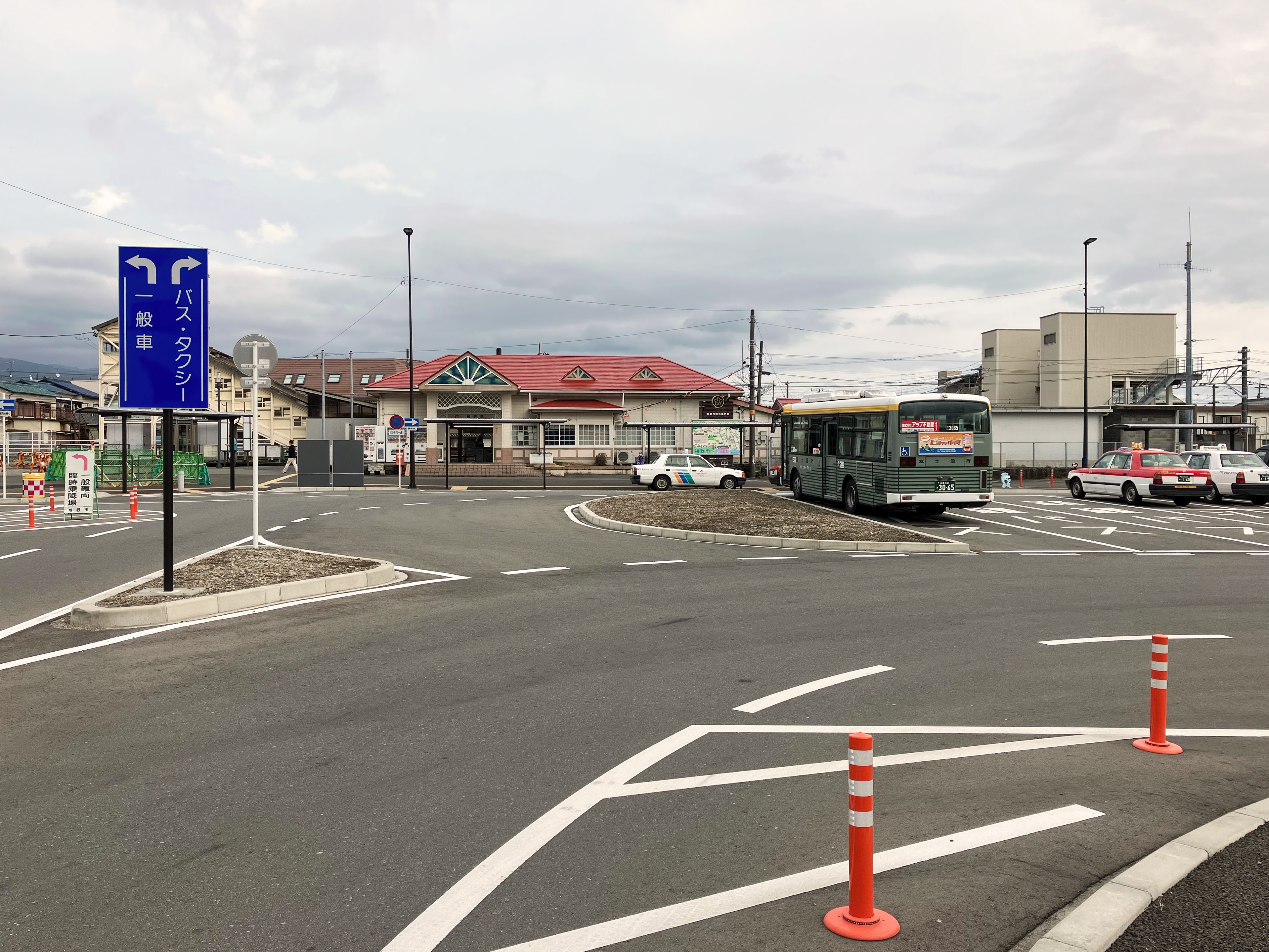
2023年時点の西口の駅前広場

## バス路線
駅の西口側には、「裾野駅」停留所が設置されており、富士急シティバス・富士急モビリティの路線バスが発着している。なお、イベントなどで別の場所で発車することもある。TOICAなどの交通系ICカードが利用可能。
- 富士急シティバス
  - 須山線：呼子団地入口・須山
  - ぐりんぱ・イエティ線（特急・準急）：イエティ・水ヶ塚公園・富士宮口五合目
  - トヨタ自動車東日本線：特別支援学校前
  - 須山線・ぐりんぱ・イエティ線・桜堤線・トヨタ自動車東日本線：三島駅南口
- 裾野市（運行委託先：富士急シティバス）
  - 裾野市自主運行バス裾野市内循環線（青葉台・千福が丘ルート／青葉台・岩波ルート／東西線／南北線）：裾野駅
    - 千福が丘ルートは月・火・木の運行、岩波ルートは水・金の運行。休日とお盆休み、年末年始は運休。東西線（月・火・木の運行）と南北線（水・金の運行）は2024年4月1日～同年9月30日の間実証運行。
- 富士急モビリティ
  - 三島線：御殿場駅 / 三島駅南口
  - 三島 - アウトレット線：御殿場プレミアム・アウトレット

## その他
- 駅の設置は「現在の駅周辺で蒸気機関車への給水作業をしなければならなかったため、水利権を無条件で提供することを条件に当駅が設置された」という経緯がある[16]。

## 隣の駅
東海旅客鉄道（JR東海）
CB 御殿場線
岩波駅 (CB13) - 裾野駅 (CB14) - 長泉なめり駅 (CB15)

### 記事本文